# Redakcja (zespół muzyczny)
Redakcja – polski zespół rockowy założony w 2009 roku przez Dariusza Duszę.

## Historia
Zespół powstał w Skoczowie w październiku 2009 roku. Założył go Darek Dusza, gitarzysta i tekściarz znany m.in. ze Śmierci Klinicznej czy też Shakin` Dudi. Do zespołu dołączył wokalista Adam Antosiewicz oraz Bartek Stuchlik i Łukasz Walczak. W lipcu 2010 muzycy nagrali 19 piosenek, z których 14 trafiło na debiutancki album Horrroskop. W czerwcu 2012 r. zespół przygotował nową płytę Cyfrowe Średniowiecze. W styczniu 2016 roku muzycy wydali kolejną płytę zatytułowaną Polskie Piekło. 
W 2018 r. po dwuletniej przerwie spowodowanej kontuzją ręki Duszy, zespół wznowił działalność w nowym składzie. W nowym składzie znalazł się drugi gitarzysta Adam Kotzian, perkusista Michał Spis i grający na basie Piotr Magnucki 

## Muzycy
- Dariusz Dusza - gitara
- Adam Antosiewicz - śpiew
- Adam Kotzian - gitara
- Michał Spis - bębny
- Piotr Magnucki - bas

## Dyskografia
- Horrroskop, 2010, Jimmy Jazz Records.
- Cyfrowe średniowiecze, 2012, Jimmy Jazz Records[1].
- Polskie piekło, 2016, Lou&Rocked Boys[2]